# Dalia Kaddari
Dalia Kaddari (nacida el 23 de marzo de 2001) es una atleta italiana esprínter especializada en la prueba de los 200 metros. Ganó una medalla de oro en el Campeonato Europeo de Atletismo Sub-23 de 2021. Kaddari ha ganado dos veces este evento.
A la edad de 17 años, Kaddari fue medallista de plata en los juegos olímpicos júnior de 2018. Compitió en los Juegos Olímpicos de Tokio 2020, en la disciplina de 200 metros lisos.

## Biografía
Kaddari nació el 23 de marzo de 2001 en Cagliari, Cerdeña, de  madre italiana y padre marroquí.
Durante su juventud ha ido estableciendo récords de forma consecutiva en su prueba favorita, los 200 metros. A los 17,  ganó una medalla de plata en la Juegos Olímpicos de la Juventud de Buenos Aires 2018 con el mejor tiempo para nacionales de menos de 18 años, concretamente 23.45 segundos.
En 2019-20,  estableció varios récords en pista cubierta para atletas de menos de 20 años, bajando finalmente a 23.85 s. En agosto de 2020, mientras todavía era categoría júnior, Kaddari consiguió una medalla de oro en los Campeonatos italianos, con una marca personal de  23.30 s. En septiembre,  rebajó 0.02 segundos el récord para menores de 20 años dejando el mismo en 23.23 s en Bellinzona, Suiza.
En mayo de 2021, Kaddari acabó segunda en los Campeonatos Europeos de Atletismo por Equipos, que tuvieron lugar en Chorzów, Polonia. Ganó su segundo título italiano en junio y el mes siguiente, ganó una medalla de oro en el Campeonato europeo sub-23  en Tallin, Estonia.
En febrero de 2022 consigue su mejor marca personal hasta la fecha en la prueba de 60 metros lisos, en la ciudad italiana de Iglesias, con un registro de 7,38 segundos.
En verano de 2022 consigue la victoria en los campeonatos de Rieti y va convocada al Mundial de Eugene en julio para competir en los 200 y 4x100 metros. En la media vuelta a la pista se coloca tercera en su serie, ganada por la jamaicana Shericka Jackson, con un excelente tiempo de 22.75 segundos, su mejor marca de la temporada. En la semifinal acaba sexta con un tiempo de 22,86 segundos lo que no le garantiza el acceso a la final. Con el relevo en cambio compite con Zaynab Dosso, Anna Bongiorni y Vittoria Fontana y con ellas consigue un cuarto puesto en la serie con un tiempo de 42.71 segundos que le supone el récord italiano, garantizándole el acceso a la final, su primera en el nivel mundial sénior, terminando en último lugar con un tiempo de 42.92 segundos.
Al mes siguiente participa en el Campeonato de Europa de Múnich. En los 200 metros terminó cuarta en su serie con 23"06, por detrás de la alemana Alexandra Burghardt por sólo una centésima, no obstante el bajo tiempo permitió a ambas clasificarse para la final gracias a los mejores tiempos de repesca. Posteriormente acabó en el séptimo lugar con un tiempo de 23"09. Es en el relevo 4x100 donde sin embargo obtiene los mejores resultados: no participa en la serie ya que corrió la final de 200 la noche anterior, pero está en el equipo en la final. Haciendo el segundo relevo, consigue un bronce junto a Zaynab Dosso, Anna Bongiorni y Alessia Pavese con un tiempo de 42"84 y así gana la primera medalla internacional a nivel sénior.

## Progresión

### 200 metros lisos
| Año  | Marca | Lugar        | Fecha      | Ranking mundial |
| ---- | ----- | ------------ | ---------- | --------------- |
| 2022 | 22"83 | Savona       | 18-5-2022  |                 |
| 2021 | 22"64 | Tallin       | 10-7-2021  | 31ª             |
| 2020 | 23"23 | Bellinzona   | 15-9-2020  | 41.ª            |
| 2019 | 23"63 | Bressanone   | 28-7-2019  | 362.ª           |
| 2018 | 23"45 | Buenos Aires | 16-10-2018 | 271.ª           |
| 2017 | 23"68 | Rieti        | 17-6-2017  | 404.ª           |

### 200 metros pista cubierta
| Año     | Marca | Lugar  | Fecha     | Ranking mundial |
| ------- | ----- | ------ | --------- | --------------- |
| 2019/20 | 23"85 | Ancona | 9-2-2020  | 143ª            |
| 2018/19 | 23"93 | Ancona | 2-3-2019  | 160ª            |
| 2017/18 | 24"17 | Ancona | 11-2-2018 | 281ª            |

## Palmarés
| Año  | Competición                               | Lugar                   | Posición         | Evento      | Marca |
| ---- | ----------------------------------------- | ----------------------- | ---------------- | ----------- | ----- |
| 2017 | 2017 campeonato europeo sub-20            | Grosseto, Italia        | semifinales      | 200 metros  | 24.37 |
| 2018 | 2018 Campeonato europeo sub-18            | Győr, Hungría           | 4                | 200 m       | 23.79 |
| 2018 | Juegos olímpicos de la juventud           | Buenos Aires, Argentina | 2                | 200 m       | 23.45 |
| 2019 | Europeo atletismo Sub-20                  | Borås, Suecia           | 6                | 200 m       | 23.78 |
| 2021 | Campeonato europeo atletismo por naciones | Chorzów, Polonia        | 2                | 200 m       | 22.89 |
| 2021 | Campeonato Europeo Sub-23 de atletismo    | Tallin, Estonia         | 1                | 200 m       | 22.64 |
| 2021 | Juegos olímpicos de Tokio                 | Tokio, Japón            | 23 (semifinales) | 200 m       | 23.41 |
| 2022 | Campeonato Mundial                        | Eugene, Estados Unidos  | Semifinal        | 200 m lisos | 22"86 |
| 2022 | Campeonato Mundial                        | Eugene, Estados Unidos  | 8ª               | 4×100 m     | 42"92 |
| 2022 | Campeonato de Europa de Atletismo de 2022 | Múnich, Alemania        | 7ª               | 200 m lisos | 23"19 |
| 2022 | Campeonato de Europa de Atletismo de 2022 | Múnich, Alemania        | 3                | 4×100 m     | 42"84 |

## Títulos nacionales[9][10]
- 2 veces campeona italiana absoluto de los 200 m lisos(2020, 2021)
- 2 veces campeona italiana sub-20 de los 200 m lisos pista cubierta (2019, 2020)
- 2 veces campeona italiana sub-18 de los 200 m lisos(2017, 2018)

2017
- 5º en el campeonato de Italia Indoor sub-18(Ancona), 60 m lisos- 7"81
- eliminada en eliminatorias en el campeonato italiano absoluto (Ancona), 60 m lisos- 7 "77
- Oro en el Campeonato de Italia Sub-18 (Rieti), 200 m - 23 "68 Mejor marca nacional sub-18

2018
- Plata en el Campeonato de Italia Sub-18 Indoor (Ancona), 200 m lisos- 24" 17 Mejor marca personal
- Oro en el Campeonato de Italia sub-18(Rieti), de 200 m - 23 "69

2019
- Oro en el Campeonato de Italia Sub-20 pista cubierta(Ancona), 200 m - 24 "34
- Plata en los campeonatos italianos absolutos (Bressanone), 200 m lisos - 23 "63 Mejor marca personal de la temporada

2020
- Oro  en los campeonatos italianos sub-20 en pista cubierta (Ancona), 200 m lisos- 23"85 Mejor marca nacional sub-20
- Oro  en el campeonato italiano absoluto (Padua), 200 m lisos- 23 "30 Mejor marca personal

2021
- Oro en el campeonato italiano absoluto (Rovereto), 200 m - 22 "89

## Otras competiciones internacionales
2018
- Plata en la Golden Gala Pietro Mennea (competición nacional) (Roma), 200 m - 23 "82

2021
- Bronce en el Meeting Int.le Città di Savona (Savona), 200 m - 23" 21 Mejor marca personal
- Plata en la Superliga Europea por equipos (Chorzów), 200 m lisos- 22"89 Mejor marca personal
- 4º en la Golden Gala Pietro Mennea (Florencia), 200 m - 22"86 Mejor marca personal